# دارخزک خالدار هندی
دارخزک خالدار هندی (نام علمی: Salpornis spilonotus) نام یک گونه از سرده دارخزک‌های خالدار است.